# Lèxic del rugbi a 15
El rugbi a 15, com tots els esports, té el seu lèxic específic.
Un equip de rugbi a 15 es compon dels següents jugadors:
| Lloc i número          | Exemple (USAP)         |
| ---------------------- | ---------------------- |
| Pilar núm. 1           | Perry Freshwater       |
| Taloner 2              | Guilhem Guirado        |
| Pilar 3                | Nicolas Mas            |
| Segona línia 4         | Rimas Álvarez Kairelis |
| Segona línia 5         | Gerrie Britz           |
| Tercera Línia Ala 6    | Damien Chouly          |
| Tercera Línia Ala 7    | Jean-Pierre Perez      |
| Tercera Línia Centre 8 | Henry Tuilagi          |
| Mig de melé 9          | Nicolas Durand         |
| Mig d'Obertura 10      | Daniel Carter          |
| 3/4 Ala 11             | Julien Candelon        |
| Centre 12              | David Marty            |
| Centre 13              | Maxime Mermoz          |
| 3/4 Ala 14             | Adrien Planté          |
| Darrere 15             | Jérôme Porical         |

## Lèxic del rugbi a 15

### 0
- 5 metres: passadís de 5 metres d'ample al llarg de les línies de toc.
- 5 metres: línia puntejada a 5 m de les línies de gol, límit en deçà del qual no poden ser practicades tecles i ser barrejades.
- 10 metres: zona de 10 metres de part i d'altre de la línia mediana, assenyalada per una línia blanca.
- 10 metres: en el moment d'una penalitat, distància de retrocés que han de respectar els jugadors de l'equip penalitzat (en el cas on la penalitat no és temptada ni xutada fora de banda, però jugada "a mà"). Els àrbitres utilitzen de vegades l'expressió «a deu metres! » per indicar a l'equip sancionat que ha de retrocedir i no impedir als jugadors adversos jugar a la zona de 10 metres més enllà del punt de penalitatzació.
- 15 metres (ratlla dels): línia assenyalada per puntejats situada a 15 metres de la línia de toc, límit de l'alineació en el moment del servei de toc. És també sobre aquesta línia que s'efectuen penalitats, cops francs i melés sancionant les faltes durant el servei de toc.
- 22 metres: zona de 22 metres de profunditat en el camp de joc situada entre la línia de gol, les línies de toc i la línia dels 22 metres.
- 89: combinació clàssica durant una melé. Designa l'acció durant la qual el tercera línia centre (núm. 8) recull la pilota i la passa a mà al mig de melé (núm. 9).

### A
- Abraonar-se: Cometre una falta, els jugadors de la primera línia d'una melé ordenada, consistent a llançar-se ajupits contra els jugadors que constitueixen la primera línia de l'equip adversari.
- Adversari/ària: equip amb qui competeix un altre jugador o equip en un partit.
- Afegir-se: Passar a formar part voluntàriament, un jugador, d'una melé ordenada, una melé espontània o un mol.
- Agafada lliure: Acció defensiva consistent a immobilitzar la pilota procedent del xut d'un adversari subjectant-la dintre la zona d'assaig o la zona de 22 m pròpies abans que toqui a terra.
- Agafar-se: Posar, un jugador, un braç al voltant del cos d'un company d'equip per formar una melé ordenada, una melé espontània o un mol.
- Agrupament: Conjunt de jugadors de tots dos equips agafats entre ells de manera espontània al voltant de la pilota.
- Ajupir-se: Doblegar, els jugadors de la primera línia, el tronc i els genolls en formar una melé ordenada per poder avançar o resistir l'empenta de l'equip adversari.
- Alineació: designa el conjunt dels jugadors dels dos equips en el moment d'un servei de toc.
- Alineament: Cadascuna de les dues línies de jugadors situades paral·lelament entre la línia de 5 m i la línia de 15 m i constituïdes almenys per dos davanters de cada equip disposats l'un darrere l'altre, que només es formen en determinades circumstàncies de joc.
- All Blacks: sobrenom de l'equip de Nova Zelanda de rugbi a 15.

### D
- Darrer/a: Jugador més endarrerit, situat a prop de la mateixa línia d'assaig, que s'encarrega de defensar i també d'afegir-se a l'atac en cas d'una acció ofensiva del conjunt del seu equip.

### F
- Falta: Contravenció del reglament consistent en la comissió d'una acció explícitament prohibida en el transcurs d'un partit.

### M
- Mol: Jugada consistent a agafar-se almenys un jugador de cada equip al voltant del jugador que condueix la pilota, amb l'objectiu, per a un equip, d'ajudar-lo a avançar i, per a l'altre, d'impedir-li-ho.
- Melé: formació de vuit jugadors/és per equip per tal de reiniciar el joc després que aquest s'hagi aturat a causa d'un avant, una pilota injugable, una 'touche' parcial o després que hi hagi hagut un cop de càstig característic. La distribució és la següent: els tres jugadors de 1a línia (numerats de l'1 al 3) s'agafen fortament entre ells, al darrere s'hi situa la 2a línia (4 i 5) i finalment la 3a línia (6,7 i 8). Els jugadors de la 1a línia dels dos equips entren en contacte amb les espatlles d'uns i altres deixant un túnel entre ells per on el mig de melé de l'equip que no ha comès la falta introdueix la pilota.

### P
- Pilar: és un dels quinze llocs habituals. Es troben dos pilars en un equip. Allò són dels jugadors de primera línia que envolten el taloner en barreja tancada, i encarregat d'empènyer els pilars adversos en el moment d'aquesta fase amb joc. En l'argot de l'ovalia, es parla de vegades simplement de l'"esquerrà" i del "dretà".

### R
- Rugbi: Esport de pilota practicat a l'aire lliure entre dos equips de quinze jugadors cadascun, que consisteix a fer assajos a la zona d'assaig de l'adversari portant la pilota amb les mans o el braç, amb la possibilitat d'impedir el pas de l'adversari que porta la pilota subjectant-lo o empenyent-lo amb les mans.

### S
- Springboks: sobrenom de l'equip de Sud-àfrica de rugbi.

### T
- Taloner/a: Primera línia situat al centre, que és el principal encarregat de talonar.

### U
- USAP: és un club de rugbi de Perpinyà.

### W
- Wallabies: sobrenom de l'equip de rugbi australià.